# Производство кофе на Гавайях
Гавайское кофе (или Кона кофе) — кофе выращенное на Гавайских островах, главным образом во влажных предгорных районах острова Гавайи.
Штат Гавайи больше всего пригоден для коммерческого выращивания кофейных деревьев в США, которые также культивируют в Калифорния. Однако, это не единственный кофе, выращенный в США: на Территории США, в Пуэрто-Рико, в течение некоторого времени была кофейная индустрия. Например, Рамиро Л. Колон работал в кофейной промышленности Пуэрто-Рико с 1925 года. В штате Джорджия также ведутся эксперименты по выращиванию кофе.

## История

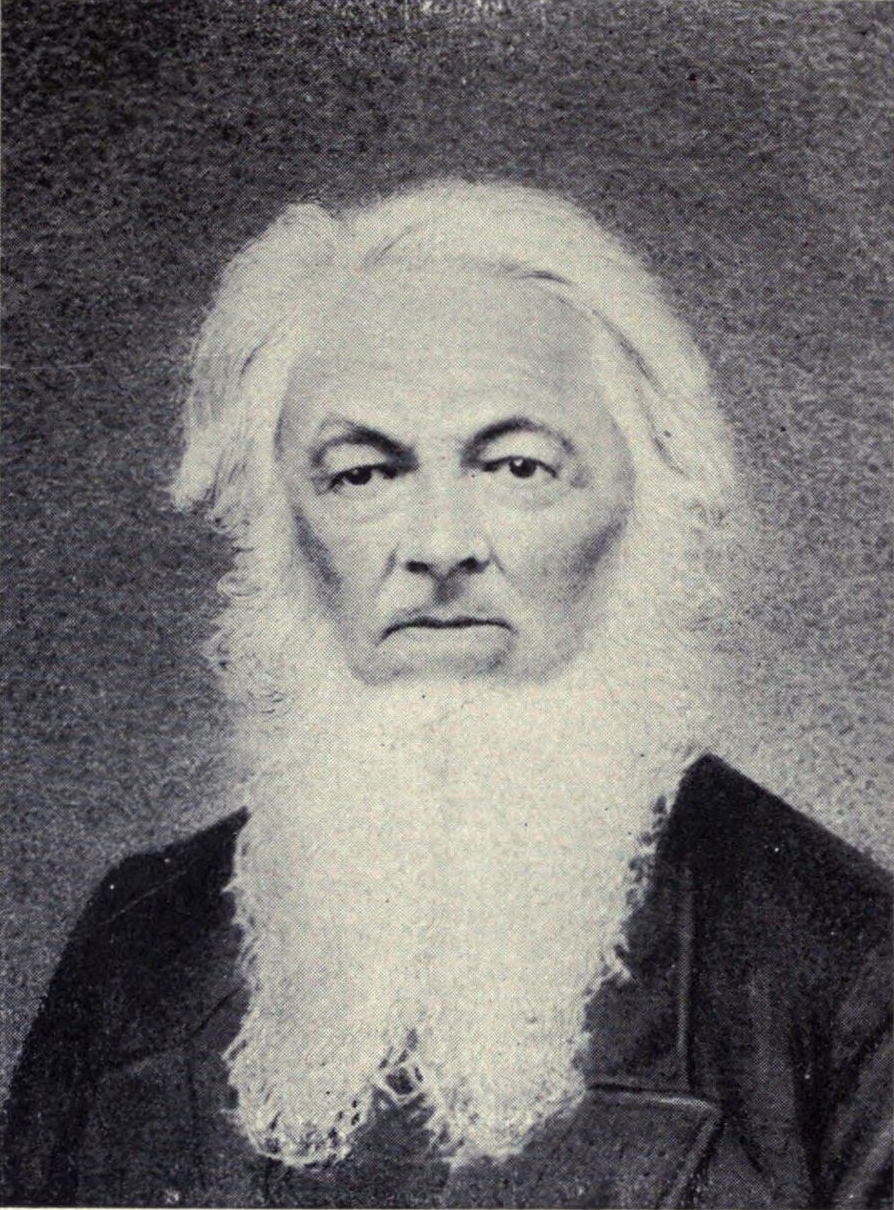
Сэмюэль Рагглес принёс кофе в район Кона в 1828 году

Франсиско де Паула Марин записал в своем журнале от 21 января 1813 года, что он посадил кофейные саженцы на острове Оаху, но мало что известно о судьбе этой посадки. Джон Уилкинсон, садовник, приехавший на HMS Blonde в 1825 году под командованием капитана лорда Байрона, привез кофе из Бразилии. Губернатор Боки предоставил некоторые земли в долине Маноа на Оаху. Однако Уилкинсон умер в марте 1827 года, и деревья не процветали. Некоторые черенки были отправлены в другие районы вокруг Гонолулу. Некоторые растения из Манилы также выращивались британским консулом Ричардом Чарлтоном.
В долинах Калихи и Ню вблизи Гонолулу появилось больше деревьев, в 1828 или 1829 годах. На острове Гавайи преподобный Джозеф Гудрич попробовал посадить кофе, чтобы сделать миссию Хило самоподдерживающейся. Гудрич выращивал сады на протяжении своих 12 лет в Хило и преподавал уроки для местных гавайцев, занимаясь садоводством как ради наличных денег для поддержки миссии, так и выращивая овощи и тропические фрукты для собственного питания.
Преподобный Сэмюэль Рагглс (1795—1871) провел несколько рубок кофе в районе Кона, когда он был переведен из Хило на восточной стороне острова Гавайи в церковь Килакекуа на западной стороне в июле 1828 года. Хотя и потребуется время для установления, эта область будет самой успешной.

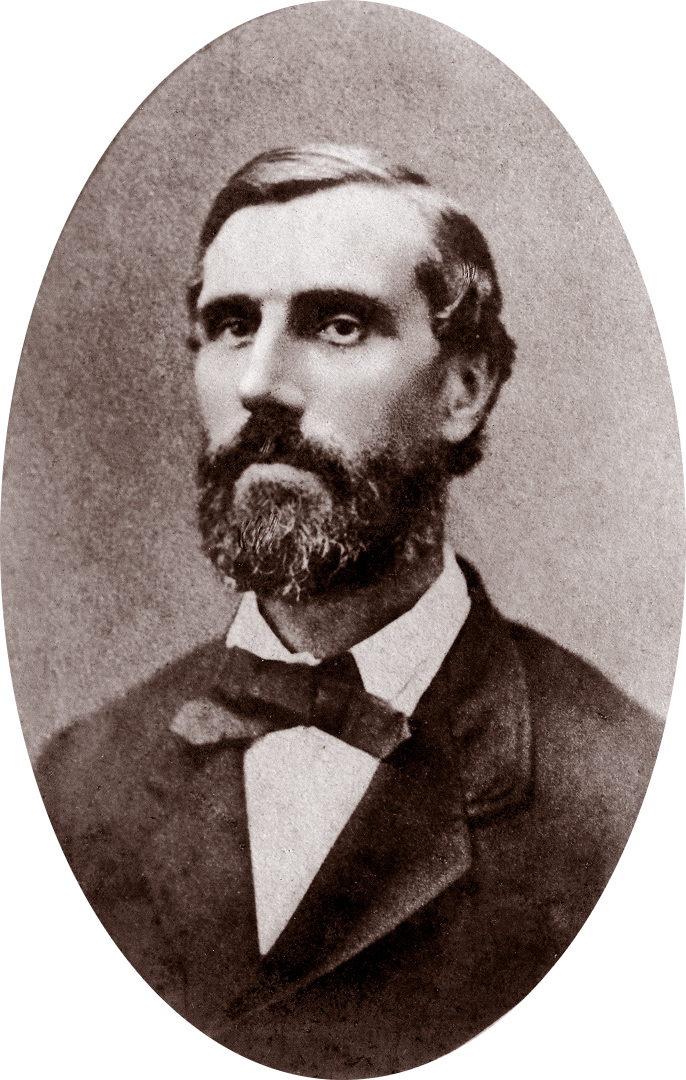
Пионерский торговец кофе Генри Николас Гринвелл (1826—1891)

Ранние коммерческие предприятия на острове Кауаи в 1836 и 1845 годах закончились неудачей. Первые записи о производстве были сделаны в 1845 году, всего лишь на 248 фунтов, были выращены на островах Кауаи и Гавайи. Великий Махеле в 1848 году впервые разрешил частную собственность на землю. Большие площади когда-то выращивались на Мауи, но были заменены сахарным тростником и другими культурами. В частности, Кокциды заразили многие кофейные деревья на других островах. Склоны в районе Кона были непригодны для сахарного тростника, поэтому этот район стал центром кофейной промышленности на Гавайях. Чтобы кофе было названо кона, его нужно выращивать только в этом районе.
В 1873 году всемирная ярмарка в Вене наградила торговца кофе Кона Генри Николаса Гринвелла премией за превосходство, которая дала некоторое признание названию «Кона». Примерно в 1880 году Джон Гаспар Старший (женат на Марии Райс Сантос), построил первую кофемолку на Гавайях возле залива Келакекуа. В 1892 году гватемальский сорт был представлен Гавайям немецким плантатором Германом А. Видеманном. Также в это время божьи коровки (также называемые жуки-божьи коровки) смогли контролировать заражение.

### США
Когда Соединенные Штаты аннексировали Гавайи в 1898 году (образуя Территорию Гавайи), произошло снижение тарифов, это означало, что сахар был ещё более прибыльным, а некоторые кофейные деревья были разорваны. Цены упали в 1899 и 1900 годах, что уничтожило некоторые оставшиеся плантации. В 1916 году производство составляло около 2,7 миллиона фунтов, а сахар продолжал расширяться. Первая мировая война в 1917 году и сильный мороз в Бразилии в 1918 году вызвали мировой дефицит, а цены выросли.
Японские рабочие из плантаций сахарного тростника часто запускали небольшие фермы в Коне после того, как их трудовые контракты истекли. К 1922 году большая часть производства кофе на Гавайях исчезла, за исключением района Кона. Великая депрессия 1930-х годов снизила цены и заставила многих фермеров к неуплате своих долгов. После Второй мировой войны и ещё одного мороза в Южной Америке цены снова выросли в 1950-х годах. Производство достигло пика в 1957 году более чем на 18 миллионов фунтов.
К 1970-м годам индустрия туризма конкурировала за труд, а производство сократилось. Закрытие плантаций сахара и ананаса в 1990-х годах привело к медленному возрождению в кофейной промышленности.

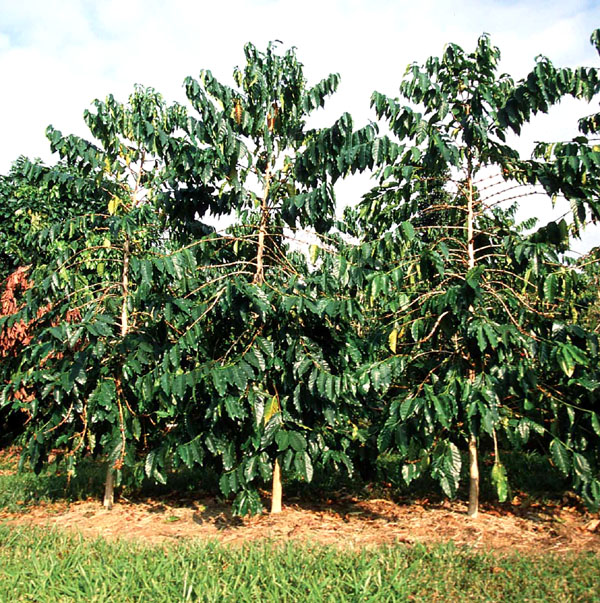
Кофейные деревья на Гавайях

## Современное производство
«Кофейный пояс» в районе Кона (Кона (кофе), Гавайи (округ)) составляет несколько километров в ширину на высотах 200—600 метров над уровнем моря.
Другие районы на острове, где выращивают кофе, включают Кау на юге острова Гавайи, Пуну на юго-востоке и Хамакуа на северо-востоке.
Хотя кофе можно собирать круглый год на Гавайях, самое высокое производство начинается в конце лета и распространяется на раннюю весну.
В 2008—2009 годах на острове Гавайи было около 790 ферм, а на других островах — 40. Около 3200 га засажены кофе по всему штату Гавайи. Чуть более половины площадей находится за пределами острова Гавайи, в частности на острове Кауаи.
Несколько бывших плантаций сахарного тростника и ананаса сменили производство на кофе, например — молокаиский кофе.